# Eleição para o Senado federal pela Virgínia em 2012
A eleição para o senado do estado americano da Virgínia foi realizada em 6 de novembro de 2012 em simultâneo com as eleições para a câmara dos representantes, para o senado, para alguns governos estaduais e para o presidente da república.O senador democrata Jim Webb decidiu se aposentar em vez de concorrer para um segundo mandato. O ex-governador Tim Kaine foi indicado pelo Partido Democrata sem oposição, e o Partido Republicano nomeou o ex-senador George Allen através de uma primária realizada em 12 de junho de 2012. Tim Kaine venceu a eleição com 52,9% dos votos.